# Drača
Drača (izvirno srbsko Драча) je naselje v Srbiji, ki upravno spada pod mesto Kragujevac; slednje pa je del Šumadijskega upravnega okraja.

## Demografija
V naselju živi 697 polnoletnih prebivalcev, pri čemer je njihova povprečna starost 45,1 let (44,1 pri moških in 46,2 pri ženskah). Naselje ima 271 gospodinjstev, pri čemer je povprečno število članov na gospodinjstvo 3,03.
To naselje je, glede na rezultate popisa iz leta 2002, večinoma srbsko.
|  |

| Demografija | Demografija     | Demografija     |
| Leto        | Št. prebivalcev | Št. prebivalcev |
| ----------- | --------------- | --------------- |
|             |                 |                 |
|             |                 |                 |
|             |                 |                 |
|             |                 |                 |
| 1948        | 1105            |                 |
| 1953        | 1045            |                 |
| 1961        | 997             |                 |
| 1971        | 928             |                 |
| 1981        | 842             |                 |
| 1991        | 765             | 754             |
| 2002        | 831             | 828             |
|             |                 |                 |

| Etnična sestava po popisu iz leta 2002 | Etnična sestava po popisu iz leta 2002 | Etnična sestava po popisu iz leta 2002 | Etnična sestava po popisu iz leta 2002 | Etnična sestava po popisu iz leta 2002 |
| -------------------------------------- | -------------------------------------- | -------------------------------------- | -------------------------------------- | -------------------------------------- |
| Srbi                                   | Srbi                                   |                                        | 809                                    | 97,70%                                 |
| Črnogorci                              | Črnogorci                              |                                        | 11                                     | 1,32%                                  |
| Slovenci                               | Slovenci                               |                                        | 1                                      | 0,12%                                  |
| Jugoslovani                            | Jugoslovani                            |                                        | 1                                      | 0,12%                                  |
| Neznano                                | Neznano                                |                                        | 4                                      | 0,48%                                  |